# Sinagoga grande di Varsavia

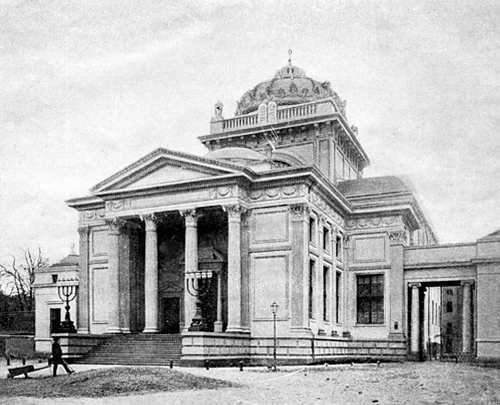
La facciata

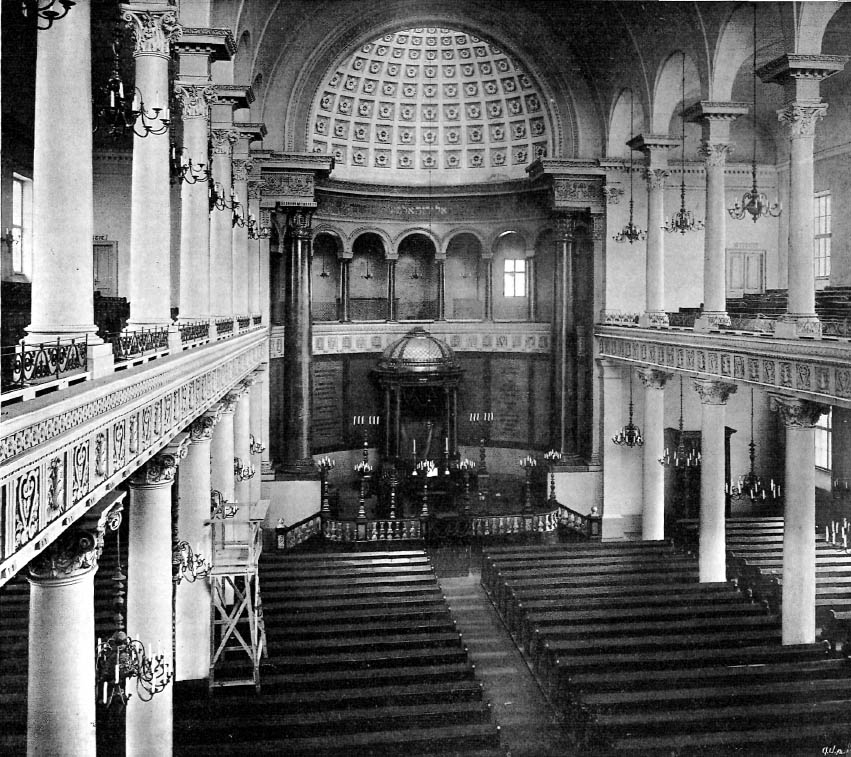
L'interno

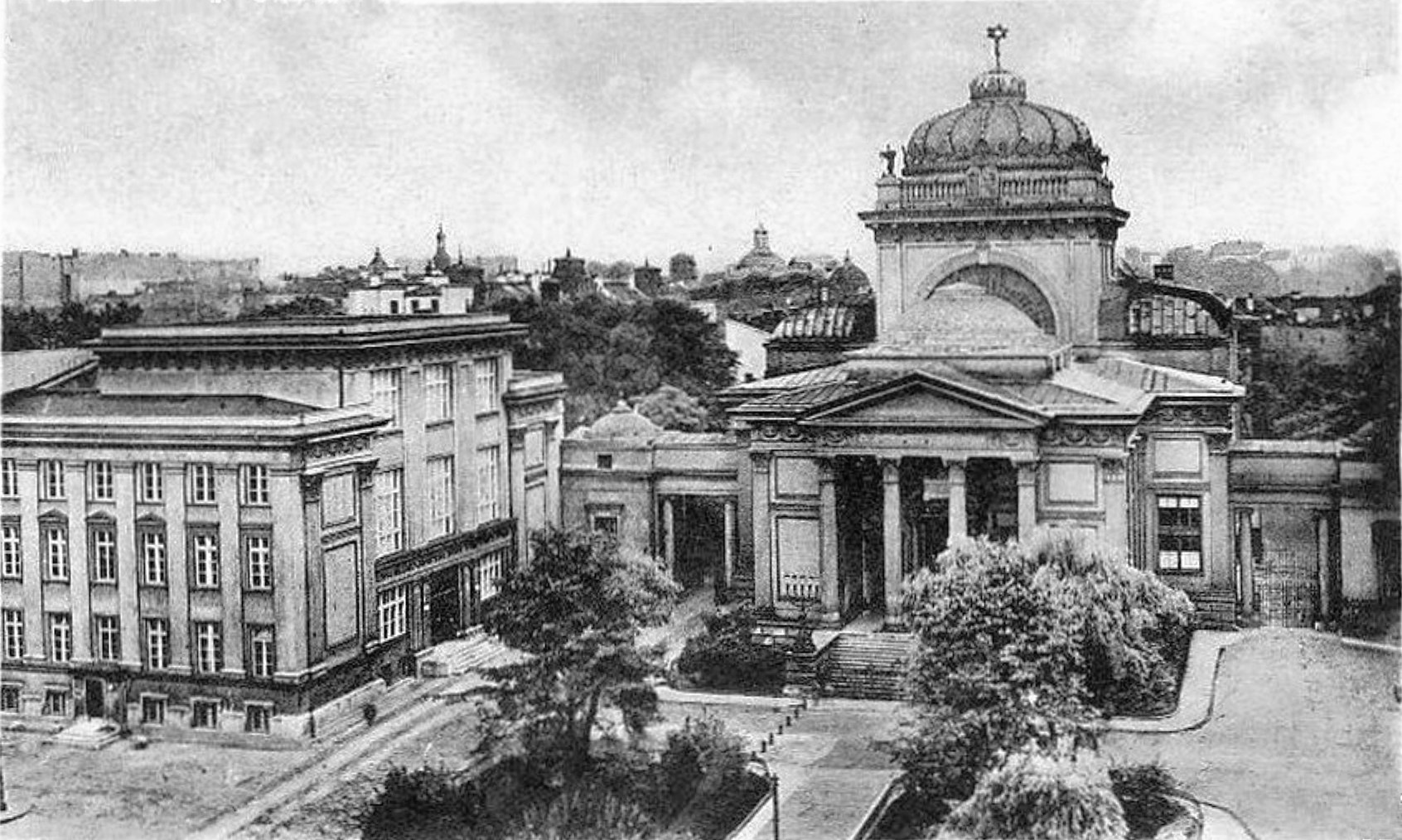
La piazza dove sorgeva la sinagoga

La sinagoga grande di Varsavia, costruita nel 1876-78 in stile neoclassico, era la sinagoga maggiore di Varsavia in Polonia e una delle più grandi d'Europa. Fu distrutta dai nazisti il 16 maggio 1943.

## Storia
I preparativi per la costruzione della sinagoga grande di Varsavia durarono quasi 20 anni. La decisione di costruire una nuova, più ampia sinagoga fu presa già nel 1859 dalla locale comunità ebraica di tendenza riformata per soddisfare alle esigenze determinate dal rapido incremento demografico e come un segno dell'acquisito prestigio.
Si presero in considerazione diverse possibilità circa il luogo dove dovesse sorgere la sinagoga e alla fine la scelta cadde su piazza Tłomackie. Il terreno fu acquistato nel maggio 1872 e si cominciarono ad esaminare varie proposte. L'architetto italo-polacco Leandro Marconi, molto noto allora a Varsavia per la realizzazione di edifici monumentali, fu incaricato di preparare il progetto definitivo.
La cerimonia per la posa della prima pietra avvenne 14 maggio 1876 e la costruzione fu completata nel 1878. La solenne cerimonia di inaugurazione si svolse il 26 settembre dello stesso anno alla presenza delle massime autorità civili della città.
Per 60 anni la sinagoga grande di Varsavia fu al centro della vita religiosa e culturale degli ebrei della città. Ai primi del Novecento l'edificio fu rinnovato e ammodernato perché potesse servire al meglio alle sue molteplici funzioni. La sinagoga era famosa in tutta la città per i concerti del suo coro accompagnato dall'organo o strumenti ad arco.

## Architettura
Marconi ideò un grandioso edificio in stile neoclassico con reminiscenze rinascimentali e palladiane, secondo uno stile "italiano" allora molto di moda in Polonia.

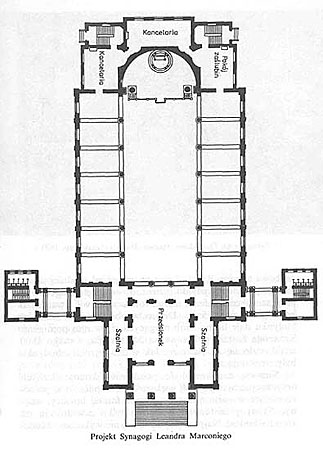
Pianta della sinagoga
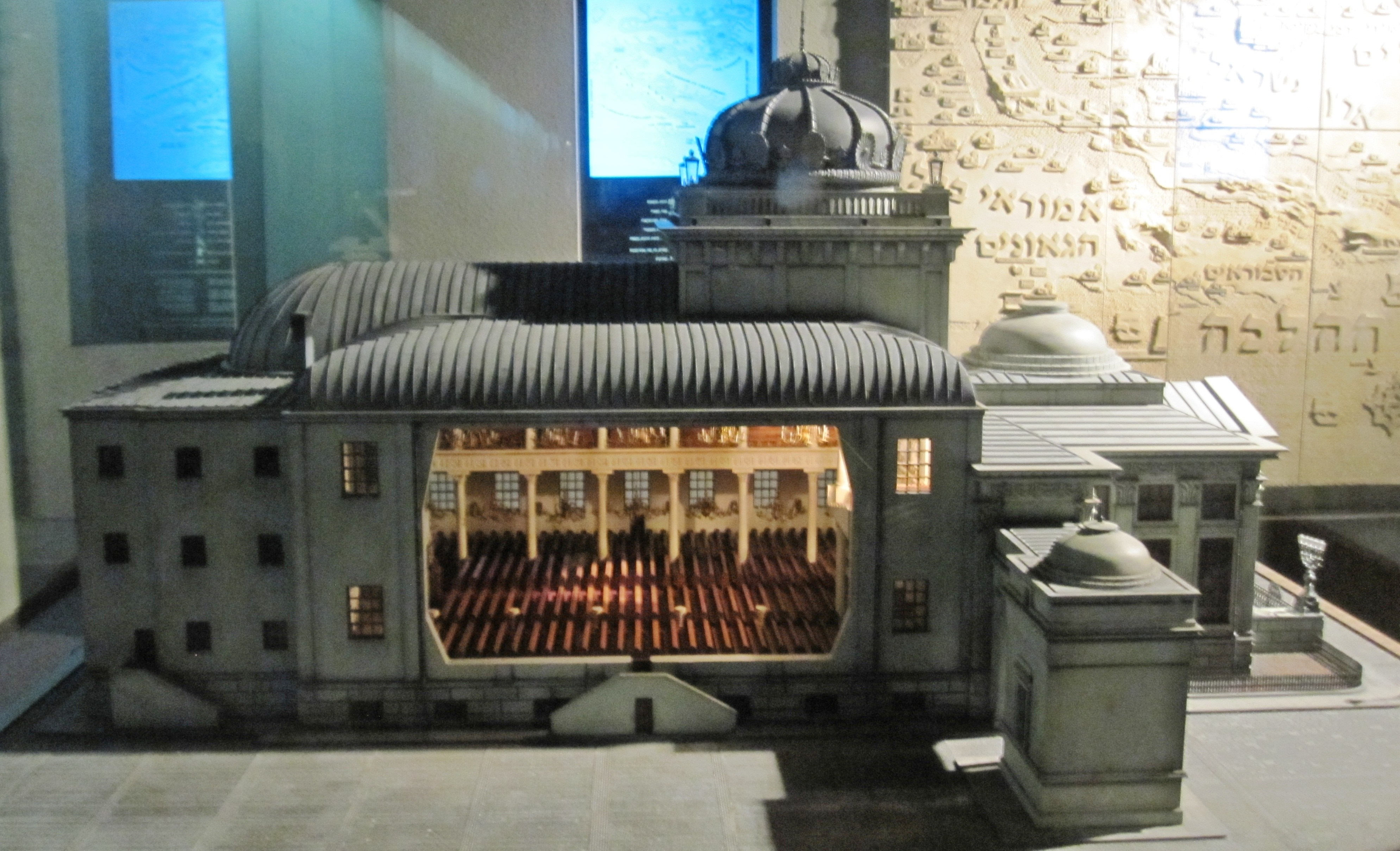
modello della sinagoga (visione laterale)
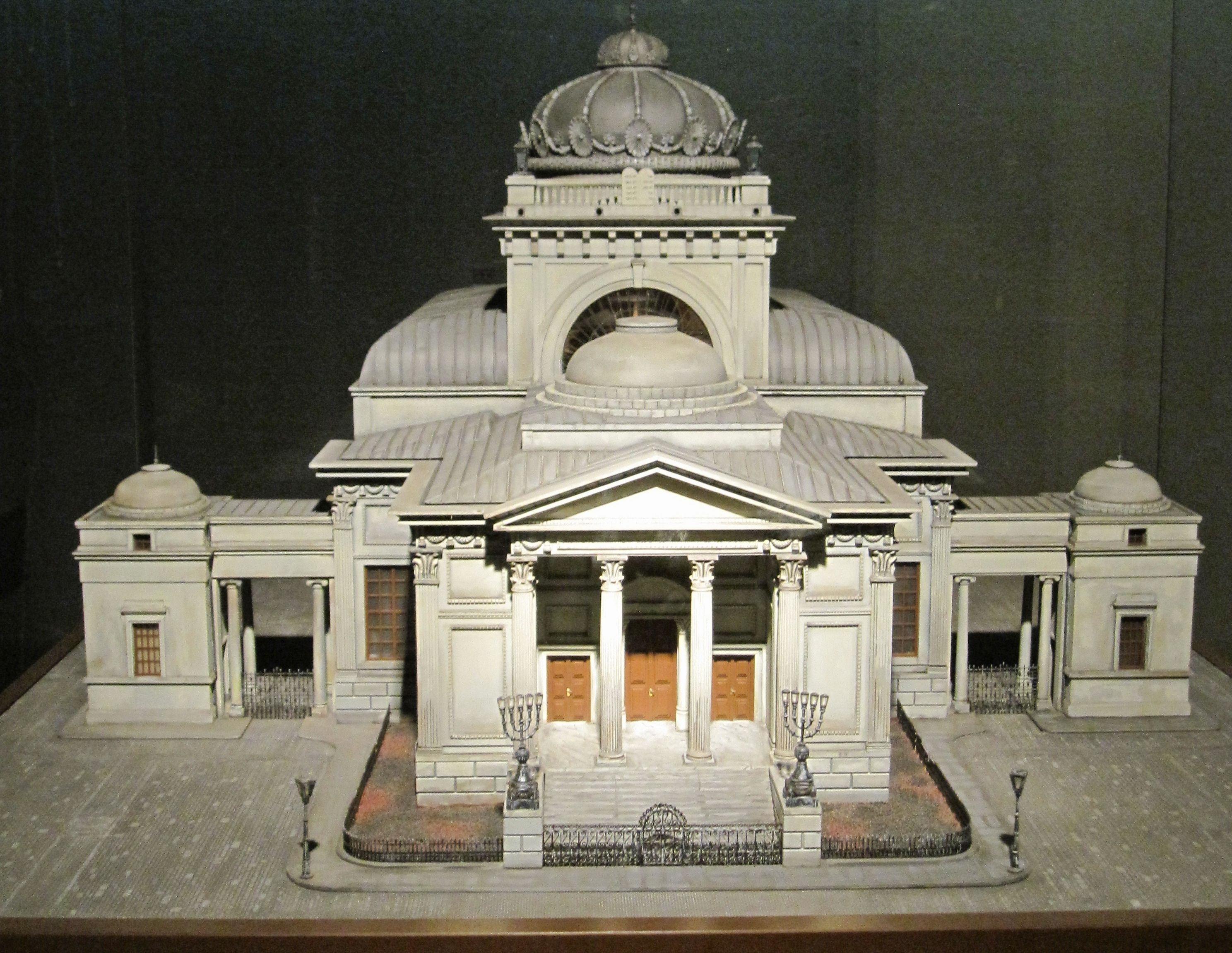
modello della sinagoga (visione frontale)

La lunghezza di tutto l'edificio era pari a 64 metri. La facciata, preceduta da una scalinata, era costituita da un pronao con quattro grandi colonne corinzie. La grande porta centrale conduceva a un vestibolo, dal quale si accedeva alla grande sala di preghiera divisa in tre navate da una serie di sei colonne ioniche su ogni lato. Le gallerie dei matronei erano collocati su tre lati, sopra il vestibolo e sopra le due navate laterali. Sulla parete di fronte era posta entro un'abside l'arca sormontata dall'organo. La sala conteneva 2.400 posti a sedere, 1.800 dei quali al piano terra e gli altri nelle gallerie.
Oltre alla sala principale per le preghiere e servizi, la sinagoga ospitava anche gli uffici della comunità e una ricca biblioteca.

## Distruzione e memoria

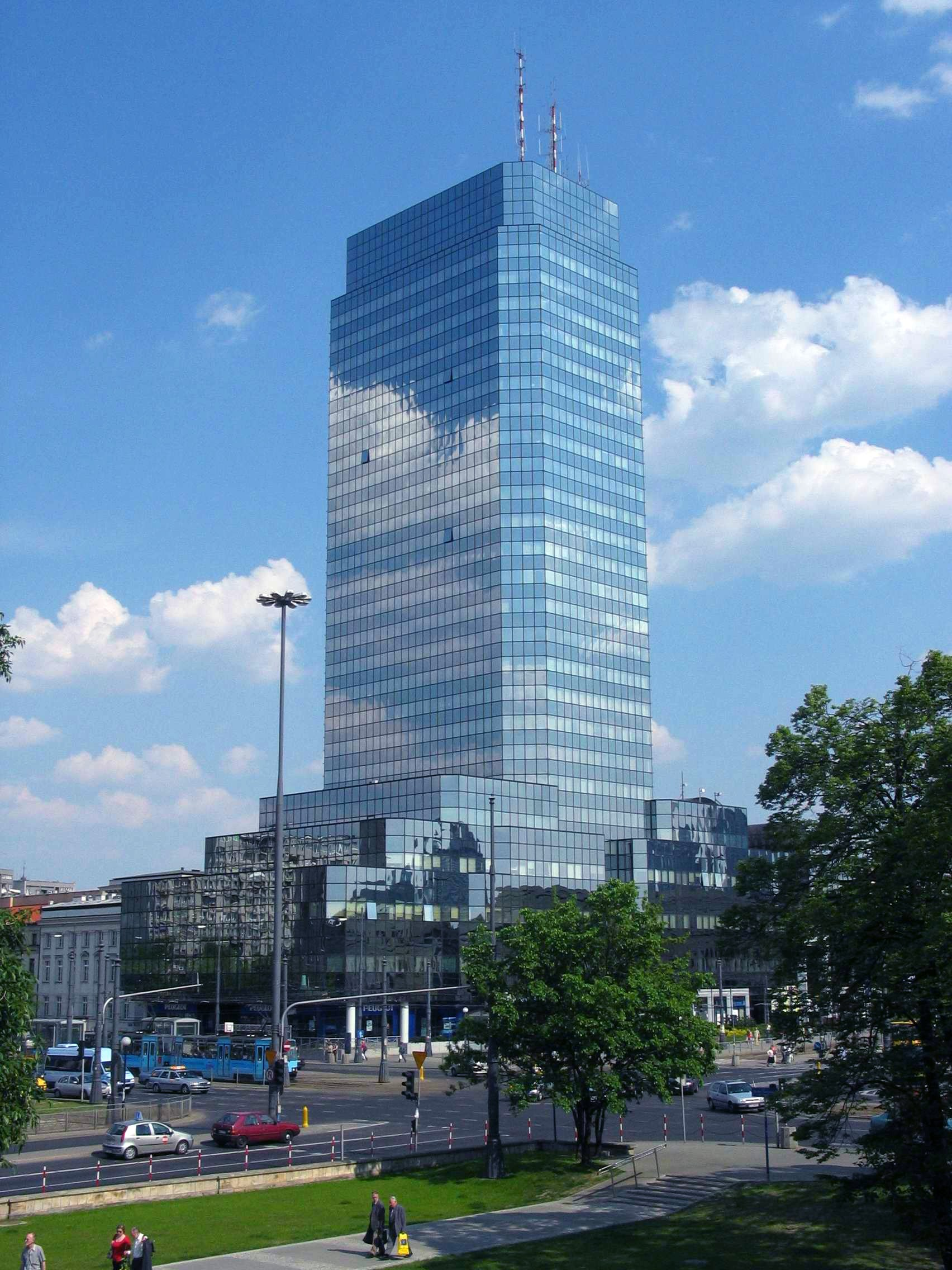
Il "grattacielo blu"

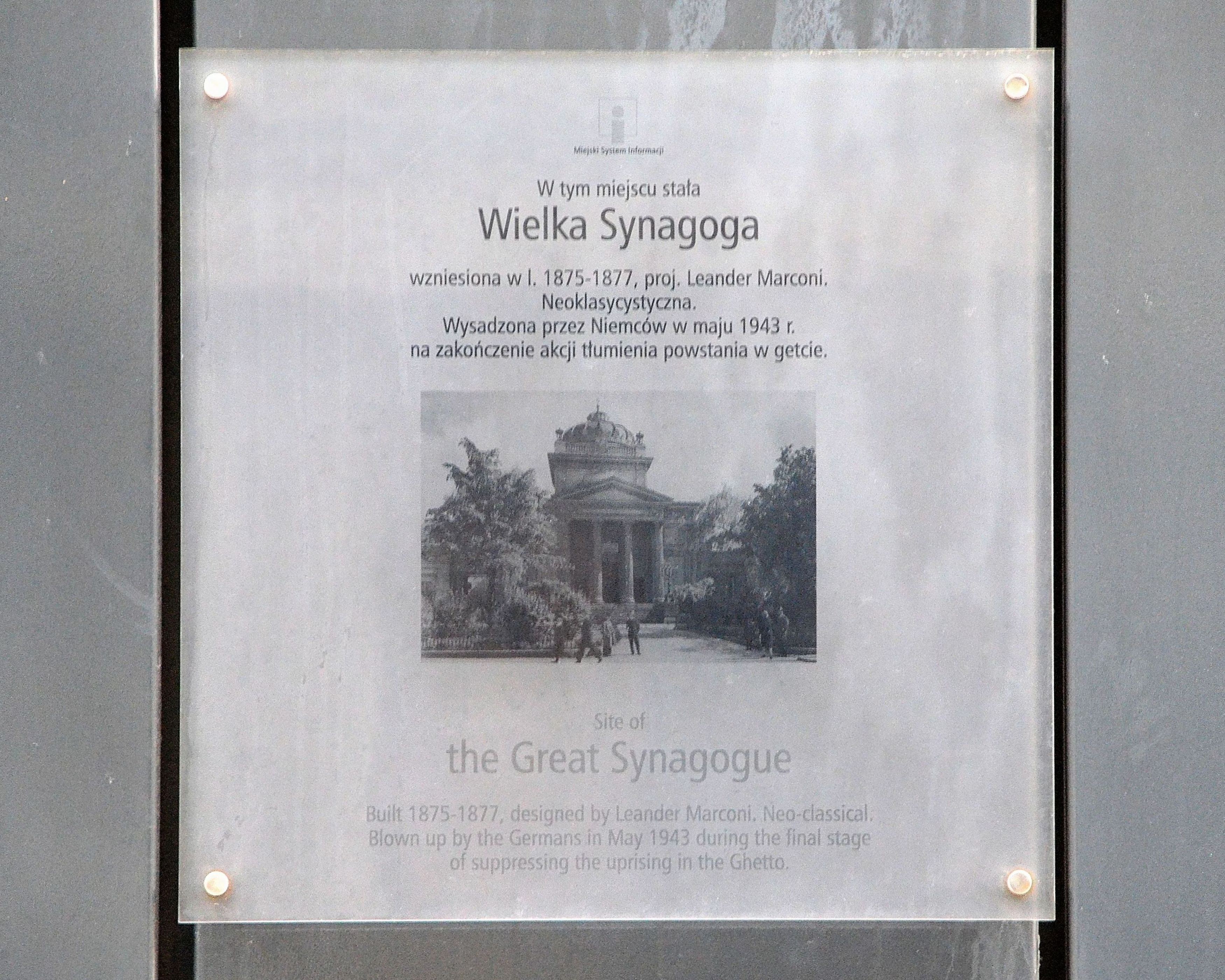
La targa commemorativa

L'invasione nazista del 1939 pose fine ad una cultura secolare, di cui si intese cancellare persino la memoria. All'inizio la sinagoga si trovava entro i confini del grande ghetto istituito dai nazisti per contenere la popolazione ebraica della città e per qualche tempo, sia pure vandalizzata dalle milizie naziste, poté continuare ad essere usata per il culto. Nel marzo 1942 fu definitivamente chiusa e usata come luogo di raccolta temporaneo per le deportazioni e magazzino dei beni confiscati. Alla distruzione della sinagoga, avvenuta il 16 maggio 1943 a conclusione della repressione della rivolta del ghetto di Varsavia, i nazisti sotto il comando di Jürgen Stroop vollero dare il valore simbolico di un sigillo dell'avvenuta liquidazione della presenza ebraica nella città.
Dopo la guerra, quando i più importanti monumenti di Varsavia furono pazientemente ricostruiti dalle loro macerie, il regime comunista non volle prendere in considerazione alcuna ipotesi di ricostruzione della sinagoga né fece alcun sforzo per preservarne le imponenti rovine. Negli anni settanta anzi esse furono definitivamente rimosse e al loro posto sorsero le fondamenta di un enorme grattacielo, il grattacielo blu (Błękitny Wieżowiec). La realizzazione dell'imponente edificio, completato nel 1991, non solo ha impedito ogni progetto di ricostruzione ma ha completamente stravolto il contesto urbano (che si era in buona parte preservato), nel quale sorgeva la sinagoga.
Nel 2004 la comunità ebraica ricevette a compensazione tre piani del grattacielo (usati oggi come uffici da varie associazioni ebraiche e come sede di mostre temporanee del Jewish Historical Institute). Ma niente può ripagare la perdita subita dal patrimonio culturale dell'intera città di Varsavia. A ricordo della sinagoga oggi non restano che i disegni e i modelli di costruzione, le molte fotografie d'epoca ed una piccola targa commemorativa (in polacco e inglese) posta sul lato del grattacielo prospiciente a piazza Tłomackie.